# Trittico (Paolo di Giovanni Fei)
Il Trittico è un dipinto a tempera su tavola di Paolo di Giovanni Fei, pittore senese trecentesco. Rappresenta la Madonna col Bambino in trono ed è conservato presso il Museo nazionale di Serbia, a Belgrado. Originariamente faceva parte della collezione Contini Bonacossi di Firenze.

## Storia
Tra il 1941 e il 1942 il dipinto fu acquistato, insieme ad altri, dal mercante d'arte tedesco Walter Hofer, per ordine del ministro nazista Hermann Göring, che lo fece portare illegalmente in Germania. Nel 1948 fu trafugato da Monaco di Baviera, dove era stato portato dagli alleati in un "collecting point", da Ante Topic Mimara, con la connivenza della curatrice Wiltrud Mersmann, poi divenuta sua moglie, insieme ad altre opere d'arte. L'opera rimase di sua proprietà fino al 1988 e quindi passò al Museo nazionale di Belgrado.
Nel 2014 sono state avviate indagini del Nucleo tutela patrimonio culturale dei Carabinieri e  l'Italia ha in seguito avviato trattative diplomatiche per ottenerne la restituzione.